# Poyrazlı, Bekilli
Poyrazlı là một xã thuộc huyện Bekilli, tỉnh Denizli, Thổ Nhĩ Kỳ. Dân số thời điểm năm 2010 là 343 người.